# Erythroneura aclys
Erythroneura aclys är en insektsart som beskrevs av Mcatee 1920. Erythroneura aclys ingår i släktet Erythroneura och familjen dvärgstritar. Inga underarter finns listade i Catalogue of Life.